# عبدالرضا اسدی‌نیا
عبدالرضا اسدی‌نیا یا عادل اسدی‌نیا (زاده ۱۳۳۳ اهواز) دیپلمات و سیاست‌مدار ایرانی است، که در ادوار اول و دوم مجلس شورای اسلامی به‌عنوان نماینده اهواز، از استان خوزستان در مجلس شورای اسلامی حضور داشت. وی از ۱۳۶۹ تا ۱۳۷۰ سفیر ایران در پرتغال بود.

## آرا
تعداد آراء: ۱۲۵٬۶۴۴ درصد آراء: ۶۳٫۱۰ درصد کل آراء ماخوذه بود.